# オミナエシ科

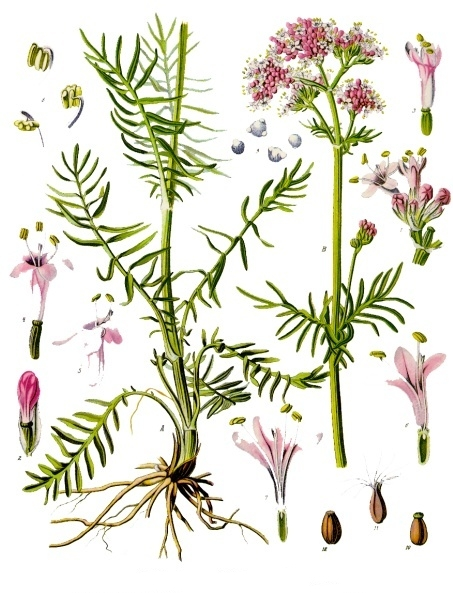
セイヨウカノコソウ

オミナエシ科（Valerianaceae）は被子植物の科の1つ。オミナエシなどを含む7-17属300-400種からなる。一年草または多年草が多く、わずかに低木のものがある。葉は対生、花は小さくて左右相称、集散花序をなす。

## 分布
熱帯から温帯で、アフリカ、東南アジアを除く世界に分布する。日本には3属10種ほど分布ある。

## 分類
クロンキスト体系ではマツムシソウ目に所属させる。
APG植物分類体系ではマツムシソウ目のスイカズラ科に含まれるが、オミナエシ科として分離してもよいとしている。

## 主な属
研究者によって属の数に違いがあるが、Watson and Dallwitz (1992 onwards) は8属を認める。
- Centranthus
- Fedia
- Nardostachys - カンショウコウ
- オミナエシ属 Patrinia - オミナエシ、オトコエシ、ハクサンオミナエシ、キンレイカ、チシマキンレイカ、オオキンレイカ
- Plectritis
- Pseudobetckea,
- カノコソウ属 Valeriana (Phyllactis) - カノコソウ、ツルカノコソウ、セイヨウカノコソウ
- ノヂシャ属 Valerianella - ノヂシャ